# Tilly de Vries
Mathilda Nelly (Tilly) de Vries (Den Haag, 1 oktober 1913 – Auschwitz, 21 november 1942) was een Nederlandse verzetsstrijdster tijdens de Tweede Wereldoorlog.

## Biografie
Tilly de Vries werd geboren in Den Haag, als dochter van Michael de Vries en Helena Wilhelmina Lansberg. Ze studeerde economische wetenschappen. In 1938 behaalde ze haar kandidaatsexamen in Rotterdam, waarna ze verhuisde naar Amsterdam. De Vries was lid van de Communistische Partij en van het Anti-Fascistische Studenten Comité. 
In 1940 was ze, met A.F. Willebrands en Bart Riezouw, oprichter van het Amsterdamse verzetsblad De Vrije Katheder; Bulletin ter verdediging van de universiteiten. Ze zat in de redactie en onderhield de contacten met de overige universiteitssteden. Door verraad werd De Vries op 4 maart 1941 in Leiden gearresteerd en overgebracht naar het Oranjehotel in Scheveningen. Ze werd veroordeeld tot anderhalf jaar gevangenisstraf. Na twee Duitse strafgevangenissen werd ze in november 1942 als Jodin naar Auschwitz gestuurd, waar ze op 21 november van hetzelfde jaar werd vermoord.

## Eerbetoon en nalatenschap
Haar naam staat vermeld op de Erelijst van Gevallenen 1940-1945.
Tijdens haar gevangenschap maakte De Vries borduursels met politieke teksten. Een tasje werd tentoongesteld tijdens de expositie van het Verzetsmuseum Amsterdam, Elke dag een draadje … Borduren in gevangenschap 1940-1945, in 2012. Naar aanleiding van deze expositie kreeg het museum nog enkele andere borduursels geschonken door nichtjes van haar.
De naam Tilly de Vries staat vermeld op het verzetsmonument Vrouwen uit het verzet in Heerhugowaard. In Heerhugowaard is de Tilly de Vriestuin naar haar vernoemd. 